# Ignalina
Ignalina anhörenⓘ   (deutsch, 18. Jahrhundert: Ingelin) ist eine Stadt in der Rajongemeinde Ignalina, im Nordosten Litauens, etwa 90 km nordöstlich von Vilnius gelegen. Sie ist eine Partnerstadt des nordrhein-westfälischen Büren. Das stillgelegte Kernkraftwerk Ignalina liegt bei der etwa 45 Kilometer entfernten Stadt Visaginas im äußersten Nordosten der Rajongemeinde Ignalina. Die Stadt beherbergt nationales Zentrum für Wintersport Litauens. 

## Rajongemeinde
Die Rajongemeinde (Ignalinos rajono savivaldybė) umfasst die Städte Ignalina und Dūkštas (930 Einw.), die Städtchen (miesteliai) Mielagėnai, Rimšė und Tverečius, sowie 726 Dörfer. Sie ist eingeteilt in 1 städtische und 11 ländliche Amtsbezirke (seniūnijos).

## Söhne und Töchter
- Česlovas Juršėnas (* 1938 in Panižiškė), Politiker, Journalist
- Tomas Kaukėnas (* 1990), Biathlet
- Tautvydas Strolia (* 1995), Skilangläufer